# Florida (album)
Florida – debiutancki album studyjny amerykańskiego muzyka Diplo, wydany 21 września 2004 roku przez Big Dada. W 2014 została wydana wersja rozszerzona albumu, zatytułowana F10rida.

## Lista utworów
1. "Florida" – 1:36
2. "Big Lost" – 4:39
3. "Sarah" – 5:26
4. "Into the Sun" (feat. Martina Topley – Bird) – 5:53
5. "Way More" – 5:56
6. "Money Power Respect" (feat. P.E.A.C.E.) – 3:51
7. "Diplo Rhythm" (feat. Sandra Melody, Vybz Kartel & Pantera Os Danadinhos) – 4:53
8. "Works" – 8:52
9. "Indian Thick Jawns" (feat.P.E.A.C.E.) – 3:55
10. "Summer's Gonna Hurt You" – 8:41
11. "It's All Part of a Bigger Plan" – 1:46

F10rida
1. "Epistemology Suite 1: Don't Fall" – 7:07
2. "Epistemology Suite 2: Like Cats" – 1:22
3. "Epistemology Suite 3: You're Enron" – 3:08
4. "As I Lay Dying" – 3:53
5. "Flute Jawn" – 3:51
6. "Making It Hard" – 2:51
7. "Now's the Time" (F10rida Rework) – 3:18
8. "Newsflash" (Metronomy Remix) – 4:34
9. "Summer's Gonna Hurt You" (Derek Allen Version) – 4:50
10. "Big Lost" (Eprom Remix) – 5:19
11. "F10RIDA album commentary" – 9:52